# Lijst van onroerend erfgoed in Antwerpen/Havengebied
Een overzicht van het onroerend erfgoed in het havengebied van de gemeente Antwerpen. Het onroerend erfgoed maakt deel uit van het cultureel erfgoed in België.
| Object                                                          | Erfgoedstatus? | Bouwjaar of architect | Deelgemeente | Adres                                 | Coördinaten                   | Nummer? | Afbeelding                                                      |
| --------------------------------------------------------------- | -------------- | --------------------- | ------------ | ------------------------------------- | ----------------------------- | ------- | --------------------------------------------------------------- |
| Straatsburgdok                                                  |                |                       | Antwerpen    | Straatsburgdok                        | 51° 14' 32" NB, 4° 24' 58" OL | 10744   | Straatsburgdok                                                  |
| Amerikadok                                                      |                |                       | Antwerpen    | Amerikadok                            | 51° 14' 39" NB, 4° 23' 52" OL | 10746   | Amerikadok                                                      |
| Noordkasteelbruggen                                             |                |                       | Antwerpen    | Noordkasteelbruggen                   | 51° 14' 50" NB, 4° 23' 13" OL | 10747   | Noordkasteelbruggen                                             |
| Royerssluis met Royersbrug en Lefebvrebrug                      |                |                       | Antwerpen    | Lefebvrebrug, Royersbrug, Royerssluis | 51° 14' 29" NB, 4° 24' 11" OL | 10748   | Royerssluis met Royersbrug en Lefebvrebrug                      |
| Kolenbergplaats bij Royerssluis                                 |                |                       | Antwerpen    | Royerssluis                           | 51° 14' 31" NB, 4° 24' 13" OL | 10749   | Kolenbergplaats bij Royerssluis                                 |
| Sluis- en brugwachtershuis bij Royerssluis                      |                |                       | Antwerpen    | Royerssluis                           | 51° 14' 26" NB, 4° 24' 8" OL  | 10750   | Sluis- en brugwachtershuis bij Royerssluis                      |
| Wachthuisjes Loodswezen en electriciteitscabine bij Royerssluis |                |                       | Antwerpen    | Royerssluis                           | 51° 14' 27" NB, 4° 24' 10" OL | 10751   | Wachthuisjes Loodswezen en electriciteitscabine bij Royerssluis |
| Sluismeesterswoning bij Royerssluis                             | Monument       |                       | Antwerpen    | Oosterweelsteenweg 3                  | 51° 14' 25" NB, 4° 24' 6" OL  | 10752   | Sluismeesterswoning bij Royerssluis                             |
| Graanmagazijnen aan Amerikadok                                  |                |                       | Antwerpen    | Amerikadok-Zuidkaai 53                | 51° 14' 32" NB, 4° 23' 59" OL | 10753   | Graanmagazijnen aan Amerikadok                                  |
| Fort Noordkasteel                                               |                |                       | Antwerpen    | Oosterweelsteenweg                    | 51° 14' 31" NB, 4° 23' 40" OL | 10754   | Fort Noordkasteel                                               |
| Hogere Zeevaartschool                                           | Monument       |                       | Antwerpen    | Noordkasteel-Oost 6                   | 51° 14' 27" NB, 4° 23' 55" OL | 10755   | Hogere Zeevaartschool                                           |
| Parochiekerk Sint-Jan-de-Doper, Oosterweel                      | Monument       |                       | Antwerpen    | Oosterweelsteenweg                    | 51° 14' 37" NB, 4° 23' 7" OL  | 10756   | Parochiekerk Sint-Jan-de-Doper, Oosterweel                      |
| Oosterweelbrug                                                  |                |                       | Antwerpen    | Oosterweelbrug                        | 51° 15' 39" NB, 4° 23' 19" OL | 10758   | Oosterweelbrug                                                  |
| Zes droogdokken aan Hansadok met pomphuis                       |                |                       | Antwerpen    | Hansadok                              | 51° 15' 20" NB, 4° 21' 14" OL | 10759   | Upload foto                                                     |
| Twee droogdokken Beliard-Crigton                                |                |                       | Antwerpen    | Vierde Havendok                       | 51° 15' 15" NB, 4° 22' 44" OL | 10760   | Upload foto                                                     |
| Kerktoren parochiekerk Sint-Laurentius, Wilmarsdonk             | Monument       |                       | Antwerpen    | Wilmarsstraat                         | 51° 16' 31" NB, 4° 22' 30" OL | 10761   | Kerktoren parochiekerk Sint-Laurentius, Wilmarsdonk             |
| Van Cauwelaertsluis en Boudewijnsluis                           |                |                       | Antwerpen    | Van Cauwelaertsluis                   | 51° 16' 45" NB, 4° 19' 51" OL | 10762   | Upload foto                                                     |
| Churchilldok                                                    |                |                       | Antwerpen    | Churchilldok                          | 51° 16' 50" NB, 4° 22' 0" OL  | 10765   | Upload foto                                                     |
| Frans Tijsmanstunnel                                            |                |                       | Antwerpen    | Frans Tijsmanstunnel                  | 51° 18' 31" NB, 4° 19' 15" OL | 10766   | Upload foto                                                     |
| Lillobrug                                                       |                |                       | Antwerpen    | Lillobrug                             | 51° 18' 27" NB, 4° 19' 18" OL | 10767   | Lillobrug                                                       |
| Pompstation                                                     |                |                       | Antwerpen    | Rode Weel                             | 51° 18' 30" NB, 4° 19' 30" OL | 10768   | Upload foto                                                     |
| Delwaidedok                                                     |                |                       | Antwerpen    | Delwaidedok                           | 51° 19' 31" NB, 4° 19' 18" OL | 10770   | Upload foto                                                     |
| Zandvlietsluis en Berendrechtsluis                              |                |                       | Antwerpen    | Zandvlietsluis                        | 51° 20' 39" NB, 4° 17' 6" OL  | 10771   | Zandvlietsluis en Berendrechtsluis                              |
| Noordlandbruggen                                                |                |                       | Antwerpen    | Noordlandbrug                         | 51° 22' 7" NB, 4° 18' 2" OL   | 10772   | Noordlandbruggen                                                |
| Elektrische kraan 347 IA                                        | Monument       |                       | Antwerpen    | Rijnkaai                              | 51° 15' 19" NB, 4° 24' 54" OL | 200506  | Elektrische kraan 347 IA                                        |
| Elektrische kraan 371 JA                                        | Monument       |                       | Antwerpen    | Rijnkaai                              | 51° 15' 37" NB, 4° 23' 2" OL  | 200508  | Elektrische kraan 371 JA                                        |
| Wachtershuisjes aan Royers- en Lefebvrebrug                     |                |                       | Antwerpen    | Lefebvrebrug, Royerssluis             |                               | 212120  | Wachtershuisjes aan Royers- en Lefebvrebrug                     |
| Staketsels bij Royerssluis                                      |                |                       | Antwerpen    | Royerssluis                           |                               | 212124  | Staketsels bij Royerssluis                                      |
| Oorlogsmonument Mercantile Marine Engineering                   |                |                       | Antwerpen    | Industrieweg 11                       |                               | 213788  | Oorlogsmonument Mercantile Marine Engineering                   |

District Antwerpen: Antwerpen-Noord · Brederode · Centraal Station · Dam · Eilandje · Haringrode · Harmonie · Havengebied · Historisch Centrum (Oude Stad · Hoogstraat · Groenplaats) · Kiel · Linkeroever · Luchtbal-Rozemaai-Schoonbroek · Markgrave · Meirwijk · Middelheim · Schipperskwartier · Sint-Andries · Stadspark · Tentoonstellingswijk · Theaterbuurt · Universiteitsbuurt · Zuid · Zurenborg

Overige districten: Berchem · Berendrecht-Zandvliet-Lillo · Borgerhout · Deurne · Ekeren · Hoboken · Merksem · Wilrijk

Onroerend erfgoed in de provincie Antwerpen